# Slim's Shout
Slim's Shout — дебютний студійний альбом американського блюзового музиканта Санніленда Сліма, випущений лейблом Bluesville Records у 1961 році. Записаний 15 вересня 1960 року на студії Van Gelder Studio в Енглвуд-Кліффсі (Нью-Джерсі). У записі взяв участь саксофоніст Кінг Кертіс.  

## Опис
На момент запису свого дебютного студійного альбому Санніленду Сліму було 53 роки.
Сесія звукозапису проходила 15 вересня 1960 року на студії Van Gelder Studio в Енглвуд-Кліффс (Нью-Джерсі), а оператором був відомий інженер Руді Ван Гелдер. Напередодні 14 вересня у тій самій студії робили запис (альбому The Honeydripper) іншого блюзового піаніста, Рузвельта Сайкса з сесійними музикантами, тому як акомпанементний склад їх було використано і для альбому Сліма.
На тенор-саксофоні грав один із найвідоміших ритм-енд-блюзових музикантів Кінг Кертіс і на платівці він представлений, фактично, нарівні зі Слімом. Альбом також включає незвичний для блюзу дует фортепіано Сліма і електрооргану Роберта Бенкса. Серед пісень виділяються заворожливий повільний блюз «The Devil Is a Busy Man», танцювальна «Shake It» Біг Джо Тернера і динамична «It's You Baby», а також дві інтрументальні композиції — заголовна «Slim's Shout» і «Sunnyland Special», що імітує рух поїзда. 
Після свого виходу платівка отримала позитивні відгуки в пресі і сподобалася самому Сліму. За його словами, «це була найкраща сесія, яку я зробив у своєму житті. Я ніколи не відчував найбільшого задоволення».

## Список композицій
1. «I'm Prison Bound» (Брауні Макгі) — 3:26
2. «Slim's Shout» (Оззі Кадена, Санніленд Слім) — 3:53
3. «The Devil Is a Busy Man» (Санніленд Слім) — 3:58
4. «Brownskin Woman» (Санніленд Слім) — 3:48
5. «Shake It» (Біг Джо Тернер) — 3:05
6. «Decoration Day» (Сонні Бой Вільямсон II) — 4:41
7. «Baby How Long» (Лерой Карр) — 2:43
8. «Sunnyland Special» (Санніленд Слім) — 4:46
9. «Harlem Can't Be Heaven» (Санніленд Слім) — 2:19
10. «It's You Baby» (Санніленд Слім) — 2:28

Бонус-треки з перевидання на CD
1. «Everytime I Get to Drinking» (Санніленд Слім) — 2:40
2. «Tired of You Clowning» (take 3) (Санніленд Слім) — 3:09

## Учасники запису
- Санніленд Слім — вокал, фортепіано
- Кінг Кертіс — тенор-саксофон
- Роберт Бенкс — орган
- Леонард Гаскін — бас
- Белтон Еванс — ударні

Технічний персонал
- Руді Ван Гелдер — інженер звукозапису
- Нет Гентофф — текст до платівки
- Оззі Кадена — фотографія (обкладинка)